# Ludvig Zinck (tonsättare)
Johan Vilhelm Ludvig Zinck, född 21 september 1776 i Hamburg, död 11 maj 1851 i Köpenhamn, var en dansk musiker.  Han var son till Hardenack Otto Conrad Zinck.
Zinck var elev till sin far, blev dennes medhjälpare vid Det Kongelige Teaters sångskola, 1802 sångsufflör och hovorganist, och var 1819–42 förste sångmästare vid teatern. Dessutom deltog han mycket i huvudstadens musikliv, framträdde som pianist och kompositör (däribland tonmåleriet Dagen), var konsertmästare i Det harmoniske Selskab och dirigerade under en följd av år Kongens Regiments konserter på Gjethuset.
Som teaterkompositör gjorde sig Zinck bemärkt genom bland annat sångstycket Soliman den anden (1812) och musik till verk av Knud Lyne Rahbek (Tordenskjold i Marstrand) och Johan Ludvig Heiberg (bland annat Prinsesse Isabella, Alferne och Fata Morgana).